# 墨帶盔魚
墨帶盔魚，為輻鰭魚綱鱸形目隆頭魚亞目隆頭魚科的其中一種，分布於西印度洋阿曼佐法爾島及馬西拉島海域，棲息深度2-20公尺，體長可達43.5公分，棲息在礁石區，生活習性不明。

## 擴展閱讀
維基物種上的相關：墨帶盔魚